# Liste römischer Kuppeln

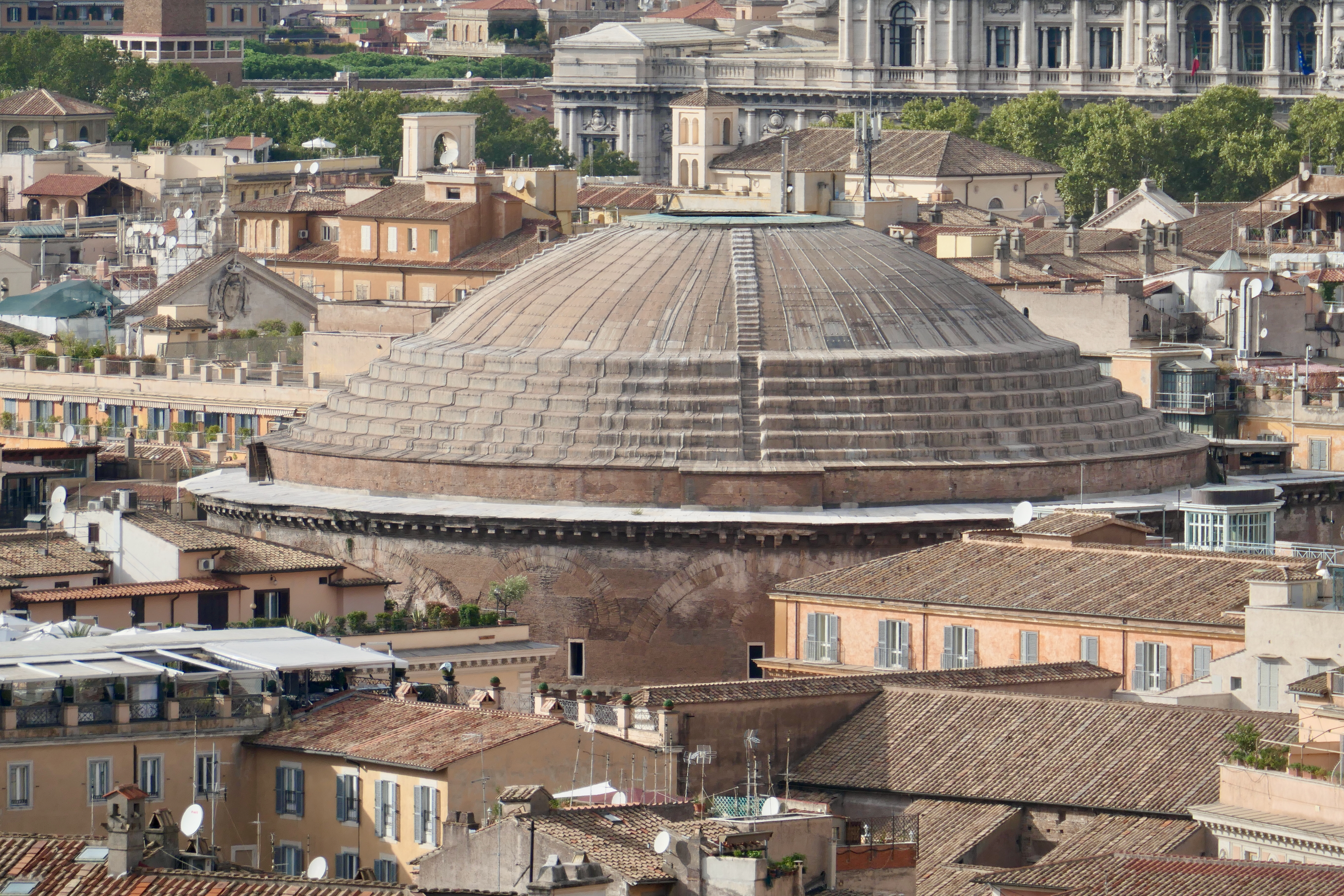
Das Pantheon in Rom. Über 1700 Jahre lang die größte Kuppel der Welt

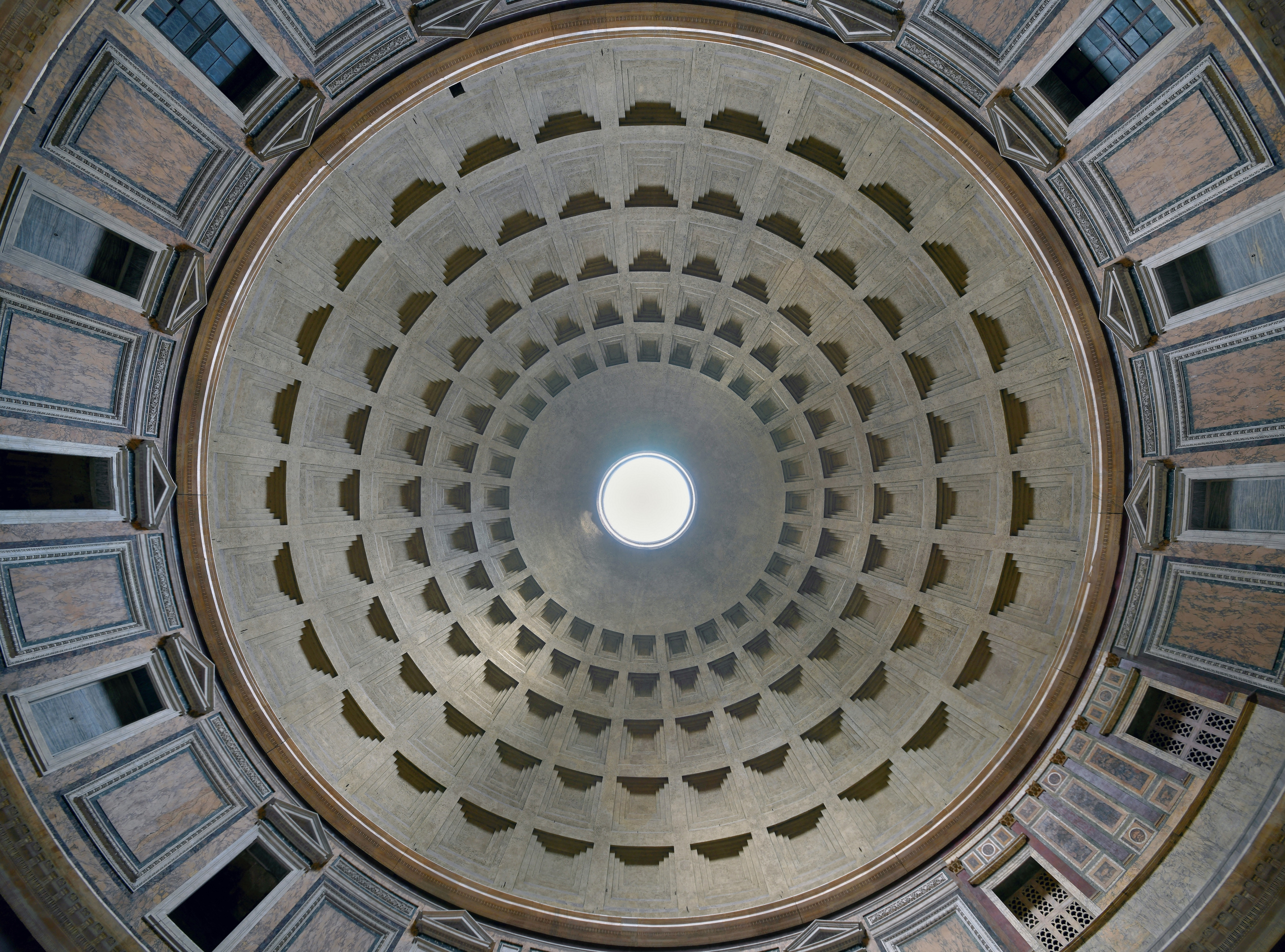
Opaion des Pantheon

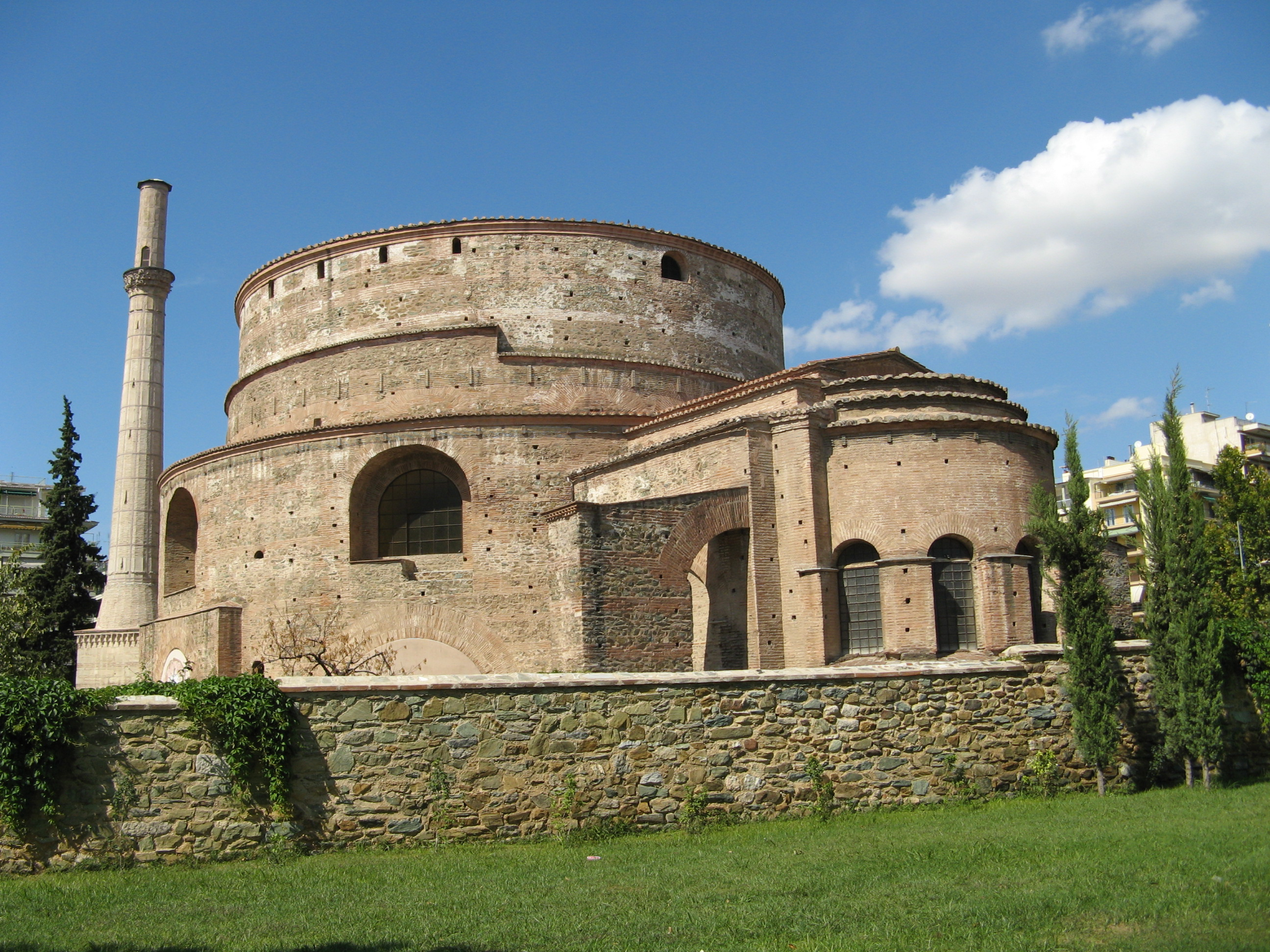
Georgsrotunde in Thessaloniki

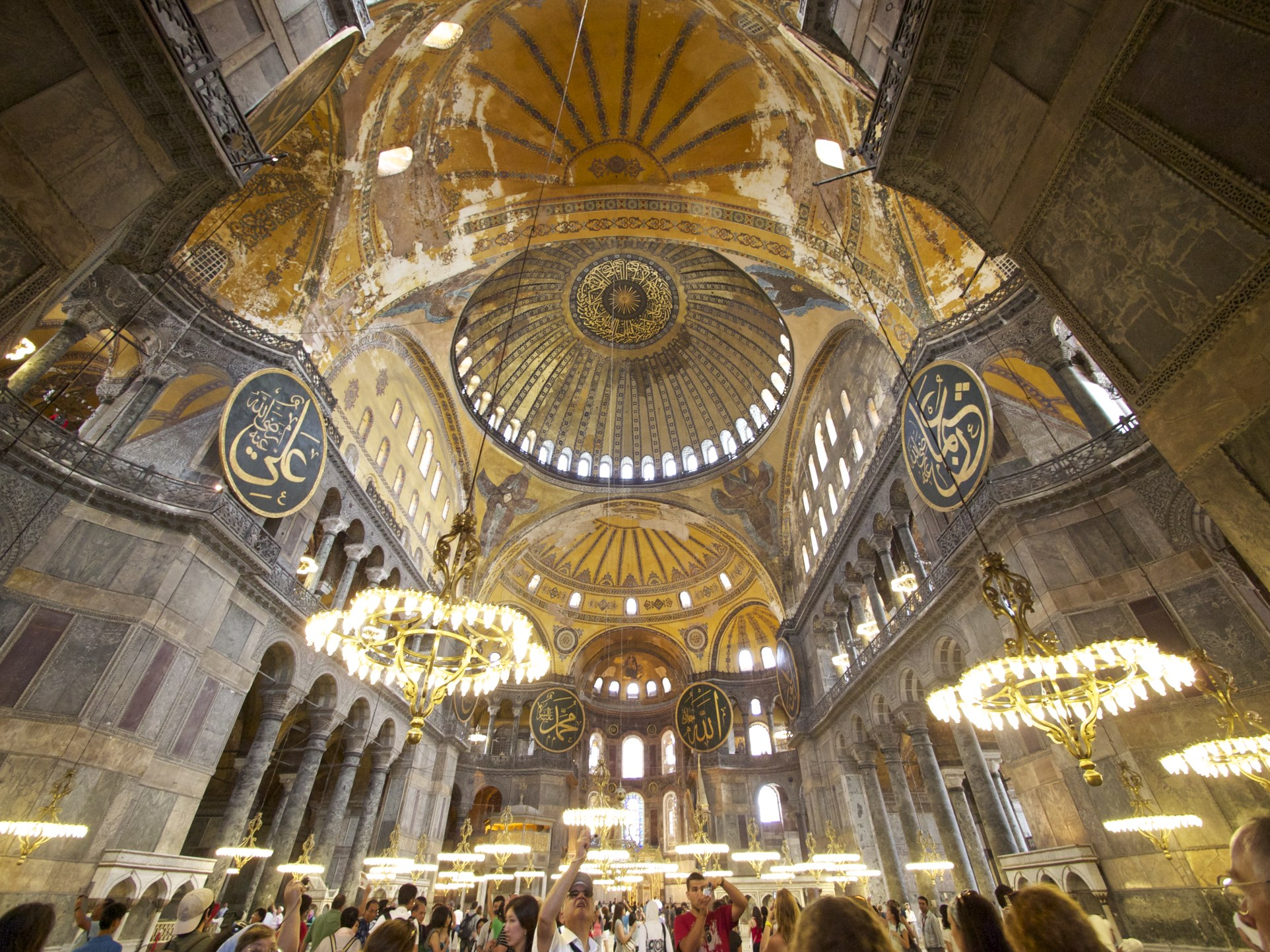
Die spätantike Pendentifkuppel der Hagia Sophia wurde 537 vollendet und setzte für Jahrhunderte Maßstäbe. Sie blieb bis heute die größte Kuppel, die auf nur vier Stützen steht.

Die Liste römischer Kuppeln führt Kuppelbauten der römischen Antike auf. Die Römer waren die ersten Baumeister in der Architekturgeschichte, die das Potential der Kuppel zur Raumeinwölbung erkannten und zur schöpferischen Gestaltung des Baukörpers ausnutzten. Sie führten die Kuppelüberdachung bei einer Vielzahl von Gebäudetypen ein, darunter in Tempeln, Thermen, Palästen, Mausoleen und seit der Spätantike auch in Kirchen. Halbkuppeln bildeten in den Kaiserthermen beliebte Strukturelemente und fanden als Apsis Eingang in den christlichen Sakralbau.
Der Bau monumentaler Kuppelbauten setzte in Rom und den Provinzen rings um das Mittelmeer im 1. Jahrhundert v. Chr. ein. Ihre gewaltigen Dimensionen blieben bis zur Einführung der Stahlskelettbauweise im späten 19. Jahrhundert unübertroffen (siehe Liste der größten Kuppeln der Welt). Die neue Gewölbearchitektur, die durch die Erfindung des Betons entscheidend begünstigt wurde, löste in der Kaiserzeit allmählich die traditionelle Säulenbauweise ab. In der Spätantike setzte die Kuppel der Hagia Sophia neue Maßstäbe. Sie war die erste große freistehende Kuppel auf vier Tragpunkten, indem die Kuppel über einem quadratischen Zentralraum mit Pendentifs verbunden wird. Über diese architektonische Idee der unter Kaiser Justinian I. in Konstantinopel errichteten Zentralkirche des oströmischen Reiches bekam die sakrale christliche Architektur ihr wegweisendes Vorbild. Die freistehende Kuppel der Hagia Sophia blieb nicht nur für die nächsten 900 Jahre die größte der Welt, ihre komplexe Geometrie, die sich nur im Grundriss, jedoch nicht aus der Betrachtung der einzelnen Bauglieder erschließt, erlaubte jedoch keine Wiederholung und blieb auch ohne Nachahmung. Das rein numerisch orientierte Vermessungswesen der Antike (geodaisia), dem ein umfassendes, von der griechischen Mathematik (logistike) entwickeltes System rationaler Zahlen zur Verfügung stand, bildete die Grundvoraussetzung zum Bau dieser Kuppel und stand späteren Generationen von Architekten nicht mehr zur Verfügung.

## Kuppeln
Alle Durchmesser sind lichte Maße, bei polygonalen Kuppeln gilt der zwischen den Seiten gemessene Inkreisdurchmesser; Größenangaben sind in Metern (m). Hauptquelle bildet Jürgen Raschs Studie des römischen Kuppelbaus.
| Durchmesser ø        | Name, Bauteil                               | Ort                                  | Erbaut                   | Kuppelform, Grundriss                     | Material, Dachkonstruktion                                                 | Schalen- dicke (SD) SD zu ø | Ringmauer- dicke (RD) RD zu ø | Durchmesser Opaion (DO) DO zu ø | Bemerkungen / Sonstige Merkmale |
| -------------------- | ------------------------------------------- | ------------------------------------ | ------------------------ | ----------------------------------------- | -------------------------------------------------------------------------- | --------------------------- | ----------------------------- | ------------------------------- | --- |
| ≈ 43.45              | Pantheon                                    | Rom                                  | ~ 2. Jh.                 | Rotunde                                   | Beton, Bleiplattenabdeckung                                                | ≈ 1,35 ~ 1:32               | ≈ 5,93 ~ 1:7,3                | ~ 8,95 ~ 1:4,9                  | größte Kuppel der Welt bis 1881; größte nicht-bewehrte Betonkuppel bis in die Gegenwart; Vorbildcharakter für westliche Kuppelbaukunst bis ins 20. Jh. |
| ~ 38.20              | 'Apollotempel'                              | Averner See                          | ~ 1. Jh.                 |                                           |                                                                            |                             |                               |                                 | |
| ≈ 35.08              | Caracallathermen, Caldarium                 | Rom                                  | ~ 3. Jh.                 |                                           | ineinandergestellte Amphoren                                               |                             |                               |                                 | acht Stützpfeiler; größte Kuppel der Welt aus Tonhohlkörpern                                                                                           |
| ≈ 33.00.             | Hagia Sophia, kuppelgewölbter Zentralraum   | Konstantinopel                       | ~ 6. Jh.                 |                                           | Ziegelstein                                                                |                             |                               |                                 | vier Stützpfeiler; bis heute die größte freistehende Kuppel auf vier Tragpunkten                                                                       |
| ~ 29.50              | 'Dianatempel'                               | Baiae                                | ~ 2. Jh.                 |                                           |                                                                            | ~ 1,20 ~ 1:25               | ≈ 5,70 ~ 1:5,2                |                                 | |
| ~ 26.30              | Venustempel                                 | Baiae                                | ~ 2. Jh.                 |                                           |                                                                            | ~ -                         | ≈ 2,90 ~ 1:9,1                |                                 | Außenwandpfeiler |
| ~ 25.04              | Maxentiusmausoleum                          | Rom                                  | ~ 4. Jh.                 |                                           |                                                                            |                             |                               |                                 | |
| ~ 25.00              | Agrippathermen, 'Arco della Ciambella'      | Rom                                  | ~ 1. Jh. v. Chr.         | Rotunde                                   |                                                                            |                             |                               |                                 | erste Thermen in Rom mit überkuppeltem Zentralbau; größte Kuppel der Welt                                                                              |
| ~ 24.15              | Georgsrotunde                               | Thessaloniki                         | ~ 4. Jh.                 |                                           | Ziegel                                                                     | ≈ 1 ~ 1:24                  | ~ 6,00 ~ 1:4                  |                                 | größte Ziegelkuppel der Welt |
| ~ 23.85              | Zeus-Asklepios-Tempel                       | Pergamon                             | ~ 2. Jh.                 |                                           | Ziegel                                                                     | ~ -                         | ~ 3,35 ~ 1:7,1                |                                 | erste Großkuppel aus Ziegeln; größte Ziegelkuppel der Welt                                                                                             |
| ≈ 23.70 zu ≈ 19,80   | St. Gereon                                  | Köln                                 | ~ 4. Jh.                 | Oval mit acht Nischen und einer Apsis     |                                                                            |                             |                               |                                 | mittelalterlicher Nachfolgebau mit römischer Bausubstanz größter okzidentaler Kuppelbau zwischen Hagia Sophia und Florentiner Dom                      |
| ~ 23.65              | 'Tempel der Minerva Medica'                 | Rom                                  | ~ 4. Jh.                 | Zehneck                                   | Beton mit Ziegelrippen                                                     | ~ 0,56 ~ 1:42               | ≈ 2,60 ~ 1:9,1                |                                 | Außenwandpfeiler |
| ≈ 22.00              | Antoninusthermen                            | Karthago                             | ~ 2. Jh.                 | Polygon                                   |                                                                            |                             |                               |                                 | sieben Kuppeln mit Durchmessern von 17 bis 22 m |
| ≈ 22.00              | Rotunde am Hippodrom                        | Konstantinopel                       | ~ 5. Jh.                 | Rotunde mit zehn Nischen                  |                                                                            |                             |                               |                                 | |
| ≈ 22.00              | Diokletiansthermen, San Bernardo alle Terme | Rom                                  | ≈ 300                    |                                           | Beton mit Ziegelrippen                                                     |                             |                               |                                 | |
| ~ 21.65 oder ~ 21,25 | Diokletiansthermen, 'Planetarium'           | Rom                                  | ≈ 300                    | Schirmkuppel, Oktogon                     | Beton mit Ziegelverschalung innen                                          |                             |                               | ~ 4,20 ~ 1:5,1                  | |
| ~ 21.55              | 'Merkurtempel'                              | Baiae                                | ~ 1. Jh. v. Chr.         |                                           | Beton                                                                      |                             |                               | ~ 3,65 ~ 1:5,9                  | erste Großkuppel; größte Kuppel der Welt |
| ~ 20.18              | Helenamausoleum                             | Rom                                  | ~ 4. Jh.                 |                                           | Tonamphoren im Kuppelfuß                                                   | ~ 0,90 ~ 1:22               | ~ 2,40 ~ 1:8,4                |                                 | |
| ≈ 19.80              | Caracallathermen, Flankenbauten             | Rom                                  | ~ 3. Jh.                 | Oktogon                                   |                                                                            |                             |                               |                                 | Vorstufe der Pendentifkuppel |
| ≈ 19.40              | Bacuccothermen                              | Nähe Viterbo                         | ~ 4. Jh.                 | Schirmkuppel, Oktogon                     |                                                                            |                             |                               |                                 | |
| ~ 19.30              | Diokletiansthermen, Tepidarium              | Rom                                  | ≈ 300                    |                                           |                                                                            |                             |                               | ~ 3,68 ~ 1:5,2                  | |
| ~ 18.38              | 'Pantheon'                                  | Ostia                                | ~ 3. Jh.                 |                                           |                                                                            | ~ -                         | ~ 1,98 ~ 1:9,3                |                                 | |
| ≈ 18.00              | Euphemiakirche                              | Konstantinopel                       | ~ 5. Jh.                 | Sechseck                                  |                                                                            |                             |                               |                                 | |
| ~ 16.75              | Villa Adriana, 'Serapeum'                   | Tivoli                               | ~ 2. Jh.                 | Schirmkuppel mit Stichkappen              | Beton                                                                      |                             |                               |                                 | Hohlraumsystem |
| ~ 16.45              | Kaiserthermen, Tepidarium                   | Trier                                | ~ 4. Jh.                 |                                           | Beton                                                                      |                             |                               |                                 | |
| ~ 15.70              | San Vitale                                  | Ravenna                              | ~ 6. Jh.                 |                                           | Tonröhren, hölzerne Dachkonstruktion                                       |                             |                               |                                 | |
| ≈ 15.60              | Nymphäum in Albano Laziale                  | ?                                    | ~ 1. Jh.                 |                                           | Beton                                                                      |                             |                               | ~ 2,08 ~ 1:7,6                  | erstmals Hohlräume am Kuppelfuß zwecks Gewichtsminderung                                                                                               |
| ≈ 15.00 zu ≈ 13,00   | Südthermen                                  | Bostra                               | ~ 3.–4. Jh.              | Oktogon                                   | Beton                                                                      |                             |                               |                                 | |
| ≈ 15.00              | Westthermen                                 | Gerasa                               | ~ 2. Jh.                 | Quadrat                                   | Keilstein                                                                  |                             |                               |                                 | einer der ersten Keilsteinkuppeln über quadratischem Grundriss; größte Steinkuppel der Welt                                                            |
| ~ 14.70              | 'Romulusheroon' am Forum Romanum            | Rom                                  | ~ 4. Jh.                 |                                           | Bleiplattenabdeckung                                                       | ~ 0,90 ~ 1:16               | ≈ 1,80 ~ 1:8,2                | ~ 3,70 ~ 1:4,0                  | |
| ≈ 14.50              | 'Portunustempel'                            | Porto                                | ≈ 3. Jh.                 |                                           | Beton mit Ziegelverschalung innen                                          | ~ -                         | ≈ 2,20 ~ 1:6,6                |                                 | |
| ~ 13.71              | Mausoleum bei Tor de'Schiavi                | Via Prenestina                       | ~ 4. Jh.                 |                                           |                                                                            | ~ 0,60 ~ 1:23               | ~ 2,60 ~ 1:5,3                |                                 | vier Oculi am Kuppelfuß |
| ~ 13.48              | Domus Aurea                                 | Rom                                  | ~ 1. Jh.                 | Klostergewölbe, Oktogon                   | Beton                                                                      |                             |                               | ~ 5,99 ~ 1:2,3                  | erste Kuppel über achteckigem Grundriss; früheste in Palastarchitektur                                                                                 |
| ~ 13.35              | Diokletiansmausoleum                        | Split                                | ≈ 300                    |                                           | Ziegel, Ziegeldach mit leichter Aufmauerung                                | ~ 0,68 ~ 1:20               | ~ 3,40 ~ 1:3,9                |                                 | zweischalige Kuppel |
| ~ 12.90              | San Aquilino an San Lorenzo Maggiore        | Mailand                              | ~ 4. Jh.                 |                                           | Ziegel                                                                     |                             |                               |                                 | |
| ~ 12.33              | 'Tempio della Tosse'                        | Tivoli                               | ~ 4. Jh.                 |                                           | Beton mit Ziegelrippen                                                     | ~ 1,30 ~ 1:9                | ~ 2,08 ~ 1:5,9                | ~ 2,10 ~ 1:5,9                  | |
| ≈ 12.00              | Villa Adriana, Sommer-Triclinium (Exedra)   | Tivoli                               | ~ 2. Jh.                 |                                           | Beton mit Ziegelverschalung innen                                          |                             |                               |                                 | |
| ≈ 12.00              | Therme von Aquae Flavianae                  | El Hammam                            | ~ 3. Jh.                 |                                           | Tonröhren                                                                  |                             |                               |                                 | größte Kuppel der Welt aus Tonhohlkörpern |
| ≈ 12.00              | Hodegetriakirche                            | Konstantinopel                       | ~ 5. Jh.                 | Sechseck                                  |                                                                            |                             |                               |                                 | |
| ≈ 12.00              | Skeuophylakion                              | Konstantinopel                       | ≈ 5. Jh.                 | Zwölfeck                                  |                                                                            |                             |                               |                                 | |
| ~ 11.90              | Baptisterium                                | Nocera Superiore, Kampanien          | ~ 6. Jh.                 |                                           |                                                                            |                             |                               |                                 | acht rechteckige Kuppelfenster |
| ≈ 11.90              | Villa Adriana, 'Heliocaminus'               | Tivoli                               | ~ 2. Jh.                 |                                           |                                                                            |                             |                               |                                 | zweischalige Kuppel mit Zwischenraum für Fortsetzung der Wandheizung                                                                                   |
| ~ 11.50              | 'Rote Halle'                                | Pergamon                             | ≈ 2. Jh.                 |                                           | Ziegel                                                                     |                             |                               |                                 | zwei Rotunden; größte Ziegelkuppel der Welt |
| ~ 11.50              | Santa Costanza                              | Rom                                  | ~ 4. Jh.                 |                                           | Beton mit Ziegelrippen, Ziegeldach unmittelbar auf Kuppelschale aufliegend | ≈ 0,70 ~ 1:16               | ~ 1,45 ~ 1:7,9                |                                 | Tambour |
| ≈ 11.50              | Kloster Mor Gabriel                         | Tur Abdin                            | ~ 6. Jh.                 |                                           | Ziegel                                                                     |                             |                               | ~ ja                            | |
| ~ 11.47              | Prätorium                                   | Köln                                 | ~ 4. Jh.                 | Oktogon                                   |                                                                            | ~ -                         | ~ 2,00 ~ 1:5,7                |                                 | |
| ~ 11.10              | Gordiansvilla                               | Rom, Via Prenestina                  | ~ 3. Jh.                 | Oktogon                                   |                                                                            | ~ -                         | ≈ 1,35 ~ 1:8,2                |                                 | Vorstufe der Pendentifkuppel; acht Oculi am Kuppelfuß                                                                                                  |
| ~ 11.00              | Therme d’Allance                            | ?                                    | ~ ?                      |                                           |                                                                            |                             |                               |                                 | |
| ≈ 10.80              | Galliensmausoleum                           | Rom, Via Appia                       | ~ 3. Jh.                 | Rotunde mit sechs Nischen                 |                                                                            | ~ -                         | ≈ 1,60 ~ 1:6,8                |                                 | |
| ~ 10.70              | Mausoleum von Centcelles                    | Centcelles (Constantí) bei Tarragona | ~ 4. Jh.                 |                                           | Ziegel und Stein                                                           | ≈ 0,40 ~ 1:27               | ≈ 1,90 ~ 1:5,6                |                                 | |
| ≈ 10.40 zu 0≈ 9,40   | Villa Adriana, kleine Thermen               | Tivoli                               | ~ 2. Jh.                 | Ellipsenförmige 'Wellrandkuppel'          |                                                                            |                             |                               |                                 | |
| ≈ 10.00              | Gordiansvilla, Saal                         | Via Prenestina                       | ≈ 2. Jh.                 | Kuppel mit Stichkappen                    |                                                                            |                             |                               |                                 | |
| ≈ 10.00              | 'Villa delle Vignacce'                      | Via Latina                           | ~ 2. Jh.                 |                                           | früheste bekannte Verwendung von Tonamphoren im Kuppelfuß                  |                             |                               |                                 | |
| ≈ 1 9.85             | Kathedrale, Baptisterium                    | Ravenna                              | ~ 5. Jh.                 |                                           |                                                                            |                             |                               |                                 | |
| 0≈ 9.50              | Villa Adriana, Piazza d'Oro (Vestibül)      | Tivoli                               | ~ 2. Jh.                 | Schirmkuppel                              |                                                                            |                             |                               | ≈ 1,90 ~ 1:5,0                  | |
| 0≈ 9.50              | Praetextatkatakombe, 'Calventiergrab'       | Rom                                  | ~ 3. Jh.                 | Rotunde mit sechs Nischen                 |                                                                            |                             |                               |                                 | |
| 0≈ 9.00              | Capitothermen, Laconicum                    | Milet                                | ~ 1. Jh.                 |                                           | Beton                                                                      |                             |                               |                                 | |
| 0≈ 9.00              | Kleiner Rundtempel                          | Baalbek                              | ~ 3. Jh.                 |                                           |                                                                            |                             |                               |                                 | |
| 0≈ 8.50              | Domus Augustana                             | Rom                                  | ~ 1. Jh.                 | Klostergewölbe, Oktogon                   |                                                                            |                             |                               |                                 | einer der frühesten Klostergewölbe über achteckigen Unterbau                                                                                           |
| ≈ 1 8.10             | 'Torraccio del Palombaro'                   | Rom, Via Appia                       | ≈ 4. Jh.                 |                                           |                                                                            | ≈ 0,90 ~ 1:9                | ~ 2,30 ~ 1:3,5                | ≈ 1,50 ~ 1:5,4                  | |
| 0≈ 7.70              | Maxentiusthermen                            | Rom                                  | ~ 4. Jh.                 | Schirmkuppel, Oktogon                     |                                                                            |                             |                               |                                 | |
| ≈ 1 7.60             | Domus Flavia                                | Rom                                  | ~ 1. Jh.                 |                                           |                                                                            |                             |                               |                                 | |
| 0≈ 7.60 zu 0≈ 6,20   | Villa Adriana, 'Heliocaminus'               | ?                                    | ~ 2. Jh.                 | Klostergewölbe, unregelmäßiges Oktogon    |                                                                            |                             |                               |                                 | |
| 0≈ 6.80              | Nymphäum                                    | Riza, Epirus                         | ~ 250–350                | Zwölfeck                                  |                                                                            |                             |                               |                                 | |
| 0≈ 6.75              | 'Venustempel', Annexbau                     | Baiae                                | ~ 2. Jh.                 | flache Schirmkuppel, Oktogon              |                                                                            |                             |                               |                                 | |
| ≈ 1 6.65             | Thermensaal Pisa                            | ?                                    | ≈ 2. Jh.                 | Klostergewölbe mit acht Fenstern, Oktogon |                                                                            |                             |                               | ~ 2,00 ~ 1:3,3                  | |
| ≈ 1 6.52             | Stabianer Thermen, Laconicum                | Pompeji                              | ~ 1. Jh. v. Chr.         | Konusgewölbe (Frühform der Kuppel)        | Beton                                                                      |                             |                               | ~ ja                            | älteste bekannte Betonkuppeln |
| 0≈ 6.00              | Jagdthermen                                 | Leptis Magna                         | ≈ 200                    | Klostergewölbe mit acht Fenstern          |                                                                            |                             |                               |                                 | |
| ≈ 1 5.86             | Marc-Aurel-Bogen                            | Tripolis                             | ~ ?                      | Klostergewölbe                            | Keilsteine                                                                 |                             |                               |                                 | |
| 0≈ 5.70              | Wasserkastell                               | Pompeji                              | ~30 v. Chr.- ~14 n. Chr. | Flachkuppel                               |                                                                            |                             |                               |                                 | |
| ≈ 1 5.40             | Achteckraum in Nähe des 'Merkurtempels'     | Baiae                                | ~ 2. Jh.                 | Schirmkuppel, Oktogon                     |                                                                            |                             |                               |                                 | |
| 0≈ 5.40              | San Vitale, Treppentürme                    | Ravenna                              | ~ 6. Jh.                 |                                           | Ziegel                                                                     |                             |                               |                                 | |
| ≈ 1 5.20             | 'Sedia del Diavolo', Grabbau                | Rom, Via Nomentana                   | ~ 2. Jh.                 | Quadrat                                   |                                                                            |                             |                               |                                 | |
| 0≈ 4.70              | Tabularium                                  | Rom                                  | ~ 1. Jh. v. Chr.         | Klostergewölbe, Quadrat                   |                                                                            |                             |                               |                                 | erstes Klostergewölbe |
| ≈ 1 4.41             | 'Venustempel', Annex                        | Baiae                                | ~ 2. Jh.                 | Schirmkuppel über rundem Grundriss        |                                                                            |                             |                               | ~ 0,59 ~ 1:7,5                  | |
| 0≈ 4.40              | 'Mausoleum der Galla Placidia'              | Ravenna                              | ~ 5. Jh.                 |                                           | Ziegeldach                                                                 |                             |                               |                                 | |
| 0≈ 4.00              | Grabbau bei Casal de' Pazzi                 | Rom, Via Nomentana                   | ~ 2. Jh.                 | Inkreiskuppel, Quadrat                    | Beton                                                                      |                             |                               |                                 | Vorstufe der Pendentifkuppel; Hohlraumsystem |
| ≈ 1 1.65             | 'Mysterienvilla', Laconicum                 | Pompeji                              | ~ 1. Jh. v. Chr.         | Konusgewölbe (Frühform der Kuppel)        | Ziegel und Ton (obere Kalotte)                                             |                             |                               |                                 | Mauerschale aus Beton |
| ~ ?                  | Konstantinsmausoleum an der Apostelkirche   | Konstantinopel                       | ~ 4. Jh.                 | vermutlich Rotunde mit zwölf Nischen      |                                                                            |                             |                               |                                 | |

## Halbkuppeln
| Durchmesser ø | Name, Bauteil                       | Ort    | Erbaut   | Kuppelform, Grundriss | Material, Dachkonstruktion        | Schalen- dicke (SD) SD zu ø | Ringmauer- dicke (RD) RD zu ø | Bemerkungen / Sonstige Merkmale |
| ------------- | ----------------------------------- | ------ | -------- | --------------------- | --------------------------------- | --------------------------- | ----------------------------- | ------------------------------- |
| ≈ 30.00       | Trajansthermen                      | Rom    | ~ ?      |                       |                                   |                             |                               | Größte Kuppel(n) der Welt       |
| ≈ 22.00       | Diokletiansthermen, Zweiapsidensäle | Rom    | ≈ 300    |                       |                                   |                             |                               |                                 |
| ≈ 18.50       | Trajansforum                        | Rom    | ~ ?      |                       |                                   |                             |                               |                                 |
| ≈ 15.80       | Santi Cosma e Damiano, Apsis        | Rom    | ~ 6. Jh. |                       |                                   |                             |                               |                                 |
| ≈ 11.00       | Nymphäum                            | Gerasa | ~ 2. Jh. |                       | Beton                             |                             |                               |                                 |
| 0≈ 9.60       | Basilika, Apsis                     | Bostra | ≈ 3. Jh. |                       | Beton mit Quaderverschalung innen |                             |                               |                                 |
| 0≈ 8.00       | Kathedrale, Annexräume              | Bostra | ~ 6. Jh. |                       | Beton                             |                             |                               |                                 |
| 0≈ 5.70       | Pantheon, Frontnischen              | Rom    | ~ 2. Jh. |                       |                                   |                             |                               |                                 |